# Melegh Gábor
Melegh Gábor (Versec, 1801. május 14. – Bécs, 1832. április 4.) magyar festő, grafikus és litográfus.

## Életpályája
Eleinte Versecen tanult, majd a bécsi akadémián képezte magát 1817 és 1829 között. Közben szülővárosában dolgozott. 1829-től az Aurórában jelentek meg művei. Brocky Károly tanítómestere volt. Egyes vélemények és elterjedt nézetek szerint 1835 tavaszán Triesztnél a tengerbe fulladt, de a valóságban már három évvel korábban Bécsben halt meg a Stephansdom halotti anyakönyve szerint. Művei akvarellek, miniatűrök, krétarajzok, kőnyomatok és rézkarcok. Rajzai és két olajfestménye megtalálható a Magyar Nemzeti Galériában.

## Művei
- Franz Schubert (1827)[7]

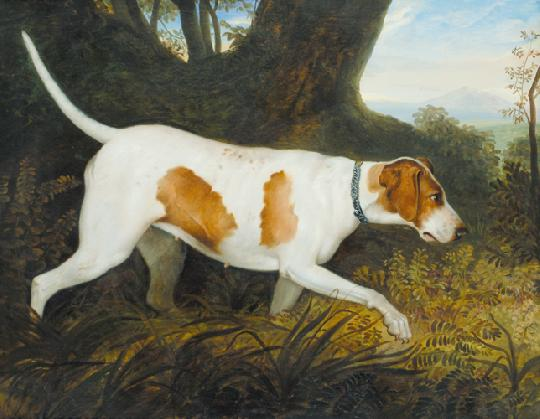
Vadászat című festménye

- Madonna a kis Jézussal és Keresztelő Szent Jánossal (1827)[8]
- Vadászat (1829)
- Károlyi Gabriella grófnő portréja (1829)[9]
- Zrínyi Ilona képmása (1829)
- Fiatal nő képmása (1830)[10]
- Utcaseprő fiú

## Díjai
- Gundel-díj (1818)